# Рейн, Теодольф
Карл Габриель Теодольф Рейн (28 февраля 1838, Гельсингфорс — 18 ноября 1919, Хельсинки) — финский философ, профессор, ректор и вице-канцлер Императорского Александровского университета.

## Биография
Отец Теодольф Рейна — Гавриил Рейн — был профессором и ректором Императорского Александровского университета.
Теодольф окончил среднюю школу в 1853 году и окончил курс Императорского Александровского университета со степенью магистра (1860). Был назначен на должность доцента (1863). Защитил диссертацию на степень доктора философии (1869). Был назначен профессором философии Александровского университета (1869) на место И. В. Снельмана. Занимал должность профессора до 1900 года. В 1873 году по инициативе Рейна было создано Философское общество Финляндии.
Проректор университета (1884—1887). Ректор университета (1887—1896). Вице-канцлер университета (1896–1903 и 1906–1910). В период борьбы с проявлениями финской автономии был отстранён от должности генерал-губернатором Финляндии Н. И. Бобриковым и замещён на должности вице-канцлера Ю. Даниельсоном-Кальмари. После смерти Н. И. Бобрикова и смягчения борьбы с финской автономией Рейн вернулся на свою должность в 1906 году.
Рейн написал биографию И. В. Снельмана в двух частях, изданных в 1895 и в 1900 гг., а также написал биографию Леопольда Мехелина. Получил ряд почетных званий и чин статского советника (1899).